# Liste des centrales électriques en Érythrée
Cette page répertorie toutes les centrales électriques en Érythrée avec plus de 0,5 MW de puissance installée.
De plus, il existe de plus petites unités hors réseau. Par ailleurs seulement 32 % de la population a accès à l'électricité.

## Liste de centrales par type d'énergie

### Vent
| Centrale électrique | Communauté | Coordonnées                                 | Turbines | installée | Terminé | Propriétaire                             |
| ------------------- | ---------- | ------------------------------------------- | -------- | --------- | ------- | ---------------------------------------- |
| Parc éolien d'Assab | Assab      | 13°02′28″N 42°42′38″E / 13.0412°N 42.7106°E | 3        | 0,825 MW  | 2007    | Électricité érythréenne , Autorité (EEE) |

### Thermique
| Centrale électrique                   | Communauté | Coordonnées                                 | Type de carburant   | installée | Terminé | Propriétaire                             | Remarques                 |
| ------------------------------------- | ---------- | ------------------------------------------- | ------------------- | --------- | ------- | ---------------------------------------- | ------------------------- |
| Centrale hydroélectrique d'Hirgigo    | Arkiko     | 15°32′00″N 39°27′00″E / 15.5333°N 39.4500°E | Fioul lourd         | 132 MW    | 2003    | Électricité érythréenne (Autorité (EEE)) | 2003: 88MW , 2014 : 132MW |
| Centrale électrique de Beleza         | Asmara     | 15°25′16″N 38°55′20″E / 15.4210°N 38.9222°E | Fioul lourd         | 17,1 MW   | 1995    | EEE                                      |                           |
| Centrale électrique à pétrole d'Assab | Assab      | 12°59′06″N 42°43′49″E / 12.9849°N 42.7304°E | Huile diesel légère | 8,7 MW    | 1988    | EEE                                      |                           |

## Voir également
- Liste des centrales électriques en Afrique
- Liste des plus grandes centrales électriques au monde